# Mali Zalazi
Mali Zalazi je napušteno naselje u Boki kotorskoj, u općini Kotor. 

## Stanovništvo
Prema popisu iz 2003., u naselju nije bilo stanovnika, dok ih je prema popisu iz 1991. bilo 3.